# Härslöv
Härslöv is een dorp in de gemeente Landskrona in Skåne, de zuidelijkste provincie van Zweden. Het heeft een inwoneraantal van 401 en een oppervlakte van 36 hectare.